# Lena Gester
Lena Marianne Gester, född 3 maj 1944 i Örgryte, död 4 juni 1980 i Malmö, var en svensk skådespelare. Hon var i slutet av 1970-talet verksam vid Malmö stadsteater.
Lena Gester är gravsatt i minneslunden på Kvibergs kyrkogård.

## Filmografi
- 1962 – Spöket på Canterville (TV-teater)

## Teater

### Roller (ej komplett)
| År   | Roll      | Produktion                                                                                    | Regi             | Teater                   |
| ---- | --------- | --------------------------------------------------------------------------------------------- | ---------------- | ------------------------ |
| 1961 | Annika    | Pippi Långstrump Astrid Lindgren                                                              | Hans Bergström   | Folkteatern, Göteborg    |
| 1966 | Colombina | Harlekin och Colombina (Harlekin og Columbine, eller Klovnen som barnepike) Arne Svenneby     | Gunnar Skar      | Helsingborgs stadsteater |
| 1967 | Risela    | Skälmarnas triumf (Los intereses creados) Jacinto Benavente                                   | Lennart Kollberg | Helsingborgs stadsteater |
| 1978 |           | Den feruketansvärda semällen Staffan Göthe                                                    | Torbjörn Astner  | Malmö stadsteater        |
| 1979 |           | Romeo och Julia (The Tragedy of Romeo and Juliet) William Shakespeare                         | Lennart Olsson   | Malmö stadsteater        |
| 1979 |           | Slödder - En skräpig revy Torbjörn Astner, Börje Lindström, Niklas Rådström och Staffan Göthe | Torbjörn Astner  | Malmö stadsteater        |
| 1980 | Lisa      | Snarkjakten (The Hunting of the Snark) Lewis Carroll                                          | Ronnie Hallgren  | Malmö stadsteater        |